# Rokiety
Rokiety – wieś na Ukrainie w rejonie kamioneckim należącym do obwodu lwowskiego.